# Navire à roquettes

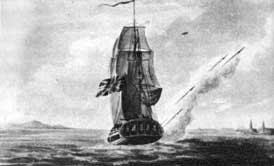
Un navire à roquettes.

Un navire à roquettes ou navire à fusées était un navire militaire équipé de fusées. 

## Description et historique
Le plus célèbre navire de ce type a été HMS Erebus, qui lors du bombardement de Fort McHenry lors de la bataille de Baltimore en 1814, a fourni les « reflet rouge des roquettes » qui a été immortalisé par Francis Scott Key dans The Star-Spangled Banner, l’hymne national des États-Unis.
Les navires à roquettes ont également été utilisés par la Royal Navy lors de l'attaque sur la flotte française à Boulogne-sur-Mer en 1806 et lors de la seconde bataille de Copenhague (1807) en 1807. Lors de la bataille de l'île d'Aix en 1809, il n'y avait pas moins de trois navires engagés qui avaient été assignés à lancer des fusées « à la Congreve » : le HMS King George, HMS Nimrod et le HMS Whiting.
Les « fusées Congreve » de cette période étaient très imprécises et peu fiables, et ont été principalement utilisées comme une arme de terreur psychologique en association avec d'autres armes plus efficaces, tels que des obus de mortier lancés par des bombardes.
Le HMS Erebus était équipé d'une batterie de roquettes de 32 livres installée sous le pont principal, qui tirait à travers des trous percés dans le flanc du navire. Certains des autres bateaux à roquettes utilisés par la Royal Navy étaient de petites embarcations, plutôt que de gros navires. Ces lance-roquettes portaient une trame soutenue par un mât et s'abaissaient au moyen de drisses.
Dans la Seconde Guerre mondiale, des destroyers de la Royal Navy transportaient une arme similaire de lutte anti-sous-marine appelée le « hérisson ». Des bâtiments lèges transportant des lance-roquettes multiples tel les Landing Craft Support sont utilisés pour l'appui-feu lors de débarquements.